# 코스타네라 센터

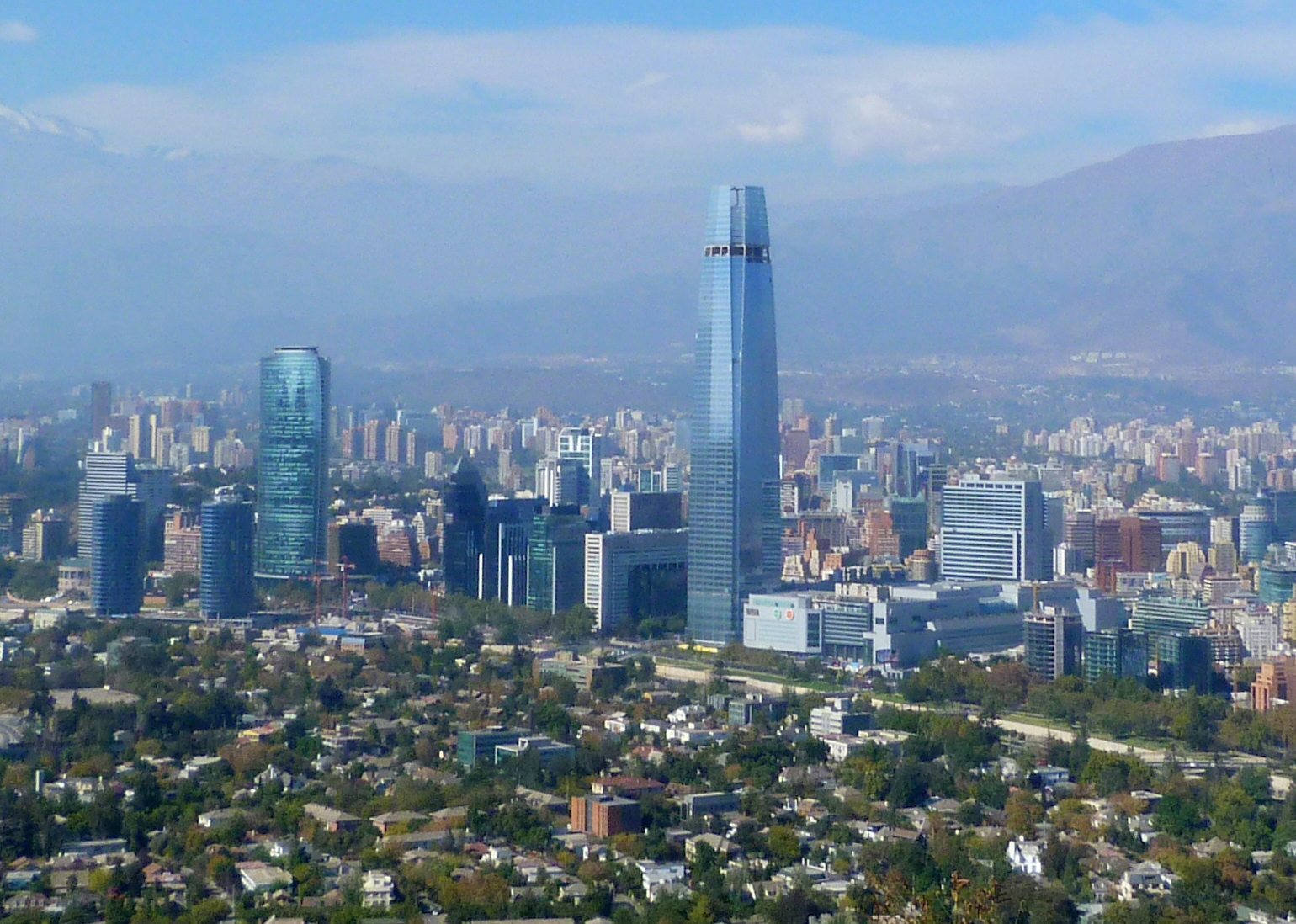
코스타네라 센터

코스타네라 센터(스페인어: Costanera Center)는 칠레 산티아고 시내 중심가에서 건축중인 초고층 건물이다. 산티아고 중심 상업 지역에 지어진다. 지어지고 있는 네 건물 중 가장 높은 것은, 건축가 시저 펠리가 설계한 것인데, 높이는 약 300 m가 될 것이다. 남아메리카에서 첫 번째로 높으며, 남반구에서 오스트레일리아 골드 코스트의 322 m 짜리 Q1 빌딩 다음으로 두 번째로 높은 빌딩이 될 것이다. 상업용, 거주용, 사무용으로 쓰일 예정이다.
층 수는 62층이다.

## 건축
2006년 3월 착공하였다. 2010년 3월 완공 예정이다. 건축비로 약 5억 3600만 달러가 소요될 예정이다. 연면적 약 70만 제곱미터이다. 2004년 당시 세계최고층 빌딩 - 쿠알라룸푸르의 페트로나스 빌딩으로 유명한 아르헨티나의 건축가 시저 펠리가 설계하였다.

## 상가
연면적 1만 5000 제곱미터의 수퍼마켓 산타 이자벨 & 점보(스페인어: Santa Isabel and Jumbo)가 들어설 예정이다.
두 개의 5성급 호텔이 들어설 예정이다.

## 같이 보기
- 칠레 산티아고 호텔 매리엇 (156 metros)
- CTC 칠레 텔레포니카 타워 (132 metros)
- 엔텔 타워 (127 metros)